# ماریو مات
ماریو مات (انگلیسی: Mario Matt؛ زادهٔ ۹ آوریل ۱۹۷۹) اسکی‌باز آلپاین اهل اتریش است.